# Lac Aval
Pour les articles homonymes, voir Aval.
Le lac Aval est un lac de l'île principale des îles Kerguelen dans les Terres australes et antarctiques françaises (TAAF).

## Géographie
Le lac est situé dans la zone montagneuse de l'ouest de la péninsule Courbet, dans le val Studer, à 67 m d'altitude. Il fait partie avec les lacs Supérieur, des Truites et des Saumons d'une enfilade de quatre lacs qui occupent le tiers central de la vallée. Le lac est traversé par la rivière Studer.
Le lac n'est alimenté, outre la rivière Studer, que par quelques ravines sur ses rives nord et sud. Elles descendent respectivement du mont du Trapèze et du mont Pierre Lejay. À 400 m du déversoir du lac, la rivière Studer reçoit son principal affluent, la rivière du val Sinistre.

## Toponymie
Il doit son nom au fait d'être le plus aval des quatre lacs qui jalonnent le parcours de la rivière.